# 南能衛
南 能衛（みなみ よしえ、1881年（明治14年） - 1952年（昭和27年）5月17日）は、日本の音楽教育者・作曲家。『横浜市歌』などの作曲者として知られる。専門・担当はオルガン、楽理、和声論、音楽教授法、音楽通論。当時でいう唱歌編纂掛、楽語調査掛も務めた。

## 人物・来歴
- 明治37年（1904年） 東京音楽学校（現在の東京芸術大学）卒業
- 徳島師範・和歌山師範ののち和歌山師範ではじめて男女の合唱を指導したのが認められ、明治41年（1908年）に音楽学校の助教授に就任。同時に小学校唱歌編集委員、楽語調査委員にも任命。
- 明治43年（1910年） 中学校唱歌集編集委員になる。
- 東京音楽学校辞職後、大正元年（1912年）に東京を去り兵庫県龍野市の東洋楽器製造[2]にてオルガンなどの楽器の製造に尽力。後に台南の師範学校の教諭に転任。戦時中も広島で教職にあって音楽を教えた。
- 『村祭』のほか『村の鍛冶屋』が南の作曲であるとの伝聞がある（出典：『日本唱歌集』堀内敬三著）。

### 年表
- 明治14年（1881年） 徳島県大字富田浦町西富田1491番地生
- 明治24年（1891年）3月21日 徳島市富田尋常小学校全科（現徳島市立富田小学校）卒業
- 明治28年（1895年）3月23日 徳島高等小学校卒業
- 明治30年（1897年）3月30日 徳島渭南法令学校修身法令科修了
- 明治31年（1898年）3月10日 徳島数学研究会に於いて算術幾何代数三角を修業。4月、徳島県師範学校簡易科入学
- 明治34年（1901年）2月18日 同校卒業。徳島県管内において尋常小学校正教員免許取得。2月20日、徳島県徳島市富田尋常小学校訓導に任命。9月12日、東京音楽学校甲種師範科入学。9月30日、小学校施行規則第122条第3号により休職
- 明治37年（1904年）3月29日 東京音楽学校卒業。3月31日、教員免許令第3条により師範学校高等女学校音楽科ならびに中学校唱歌科の教員免許取得。4月8日、徳島県立徳島中学校教諭
- 明治38年（1905年）3月31日 和歌山県へ出向。4月4日、和歌山県師範学校教諭に任ぜられる。7月18日、西牟婁郡小学校教員音楽講習会講師
- 明治39年（1906年）5月9日 小学校教員検定臨時委員
- 明治40年（1907年）8月17日 文部省施行音楽講習会修了認証書授与
- 明治41年（1908年）6月13日 休職。6月25日、東京音楽学校講師嘱託。唱歌編纂員、楽譜調査員嘱託。9月5日、東京音楽学校助教授
- 明治42年（1909年）3月21日 横浜市歌の作曲を依頼される。6月6日、横浜市歌完成
- 大正元年（1912年）10月11日 依願免本官
- 大正7年（1918年）12月 台湾総督府台南師範学校嘱託
- 大正15年（1926年）3月24日 依願免本官（当時台湾総督府台南師範学校助教授）
- 昭和27年（1952年）5月17日 死去（71歳）

※「東京藝術大学50年史」の東京音楽学校職員一覧の生没年「?～昭和27年5月17日」による。人名表記・来歴等は国立国会図書館及び台湾国史館台湾文献館所蔵の台湾総督府公文類纂などによる。また、『日本唱歌集』堀内敬三著（岩波文庫）では「1944年（昭和19年）没 63歳」となっている。

## 主な作品

### 唱歌
- 村祭 - 昭和17年「初等科音楽1」で発表
- 村の鍛冶屋 - 大正1年「尋常小學唱歌第四学年用」で発表

### 市歌
- 横浜市歌（作詞：森林太郎（森鴎外））

他

### 校歌
高等学校
- 茨城県立水海道第一高等学校・附属中学校（作詞：吉丸一昌）[3]
- 東京都立立川高等学校（作詞：前田恒樹）[4]

小学校
- 赤穂市立坂越小学校（兵庫県）（作詞：義原敬爽）
- 太子町立斑鳩小学校（兵庫県）（作詞：野崎茂太郎）
- 田辺市立三里小学校（和歌山県）（作詞：野下純三）[5]

- 旧 千代田区立小川小学校（東京都）（作詞：吉丸一昌）[6]

他
※上記校名は 現在の呼称

## 関連書籍
- 南次郎『どんどんひゃらら: 南能衛と小学唱歌の作曲家たち』近代消防社　2014NCID BB16480336